# Simeyrols
Simeyrols (okzitanisch: Cimairòls) ist eine französische Gemeinde mit 256 Einwohnern (Stand: 1. Januar 2022) im Département Dordogne in der Region Nouvelle-Aquitaine (vor 2016 Aquitaine). Sie gehört zum Arrondissement Sarlat-la-Canéda und zum Kanton Terrasson-Lavilledieu.

## Geografie
Simeyrols liegt etwa 58 Kilometer ostsüdöstlich von Périgueux. Nachbargemeinden sind Salignac-Eyvigues im Norden, Pechs-de-l’Espérance im Osten, Carlux im Südosten und Süden, Prats-de-Carlux im Südwesten und Westen sowie Sainte-Nathalène im Westen.

## Bevölkerungsentwicklung
| Jahr                       | 1962 | 1968 | 1975 | 1982 | 1990 | 1999 | 2006 | 2019 |
| -------------------------- | ---- | ---- | ---- | ---- | ---- | ---- | ---- | ---- |
| Einwohner                  | 153  | 160  | 180  | 162  | 185  | 189  | 213  | 254  |
| Quellen: Cassini und INSEE |      |      |      |      |      |      |      |      |

## Sehenswürdigkeiten
- Kirche Saint-Côme-et-Saint-Damien aus dem 12. Jahrhundert, Monument historique

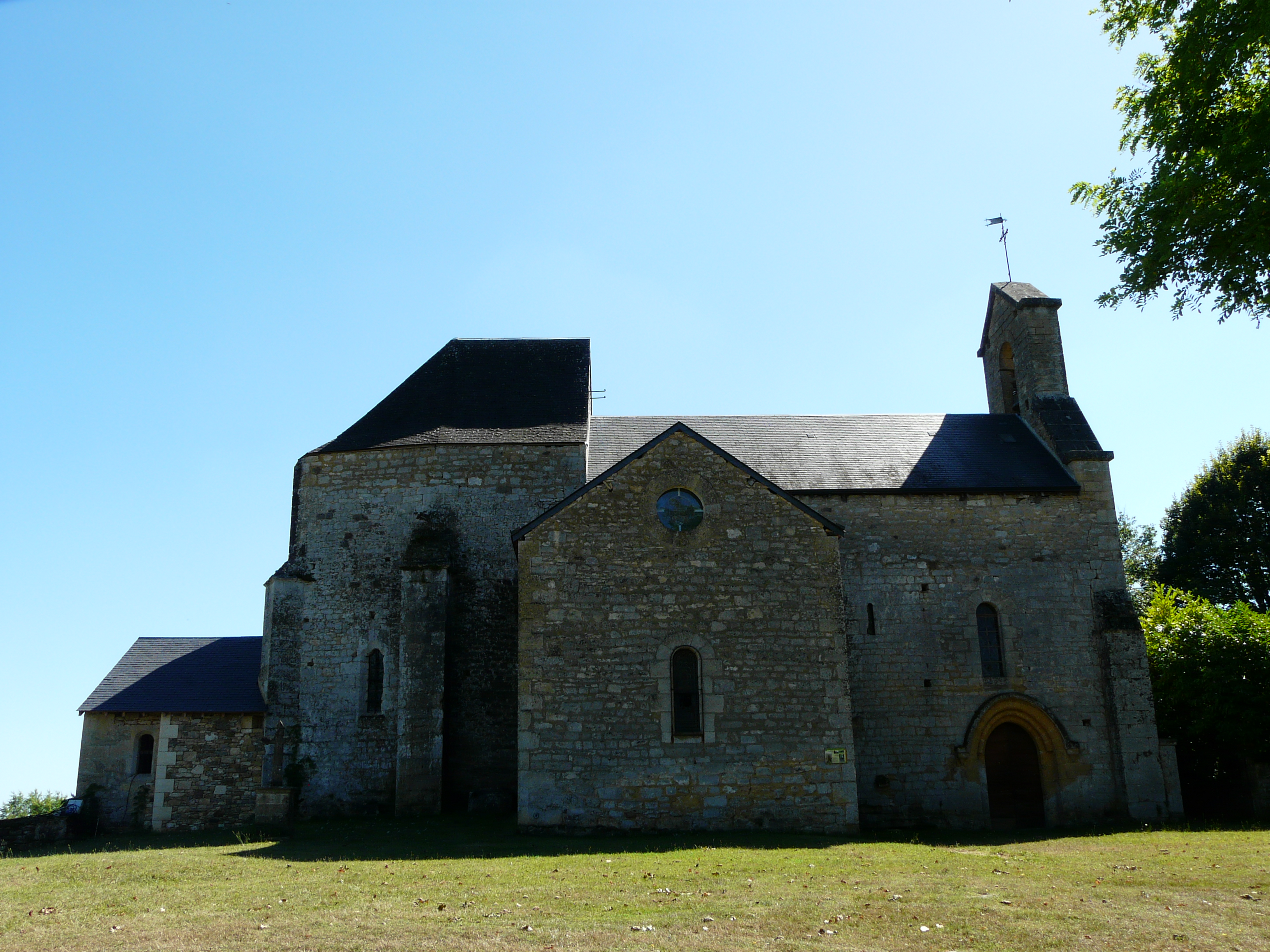
Kirche Saint-Côme-et-Saint-Damien